# El especialista de Barcelona
El especialista de Barcelona è un romanzo del 2012 dello scrittore italiano Aldo Busi.

## Trama
L'intera storia si svolge in un arco temporale di circa 25 anni. Il protagonista (alter ego dello scrittore), seduto su una panchina della Rambla a Barcellona, inizia un lungo dialogo con una foglia di platano proprio sopra la sua testa rievocando, in un susseguirsi di flash back, i suoi trascorsi presso la casa del "Especialista".

## Edizioni
- Aldo Busi, El especialista de Barcelona, Milano, Dalai, 2012, ISBN 9788868526290.